# Anamorfosis

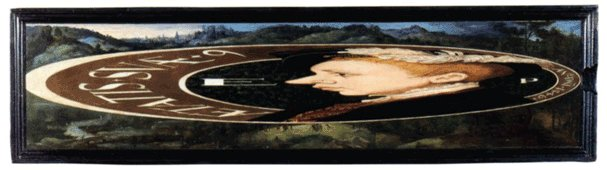
Retrato anamórfico de Eduardo VI, por William Scrots.

Una anamorfosis o anamorfismo es una deformación reversible de una imagen producida mediante un procedimiento óptico (como, por ejemplo, utilizando un espejo curvo), o a través de un procedimiento matemático. Es un efecto de perspectiva utilizado en arte para forzar al observador a un determinado punto de vista preestablecido o privilegiado, desde el que el elemento cobra una forma proporcionada y clara. La anamorfosis fue un método descrito en los estudios de Piero della Francesca sobre perspectiva.
Esta técnica ha sido utilizada ampliamente en el cine, con ejemplos como el Cinemascope, en el que mediante lentes anamórficas se registran imágenes comprimidas que producen una pantalla ancha al ser descomprimidas durante la proyección.

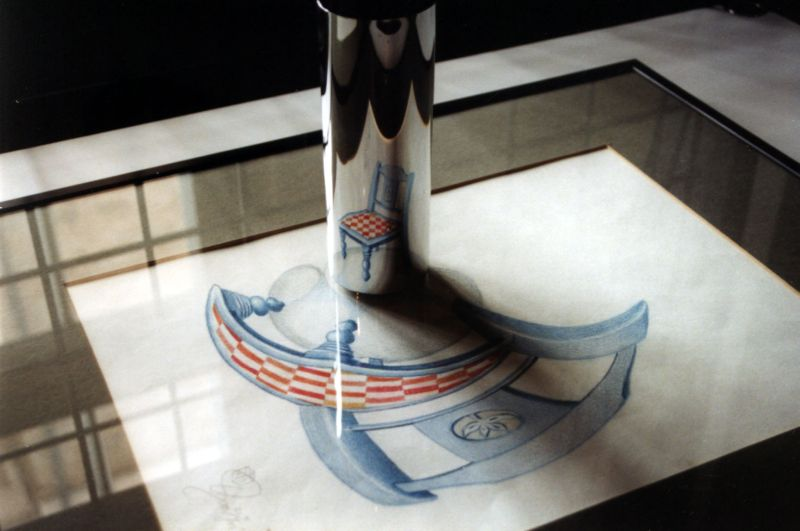
Anamorfosis en un espejo cilíndrico del dibujo de una silla.

## Dibujo sin perspectiva
Esta representación del siglo XII no posee perspectiva óptica, donde el castillo se encuentra empequeñecido por los guerreros, en donde los barcos situados en la zona superior del cuadro - que se supone se hallan muy distantes en el horizonte - son tan grandes como los situados en primer término. En este caso no existe anamorfosis en el plano cartesiano ni siquiera por causa de la perspectiva óptica.

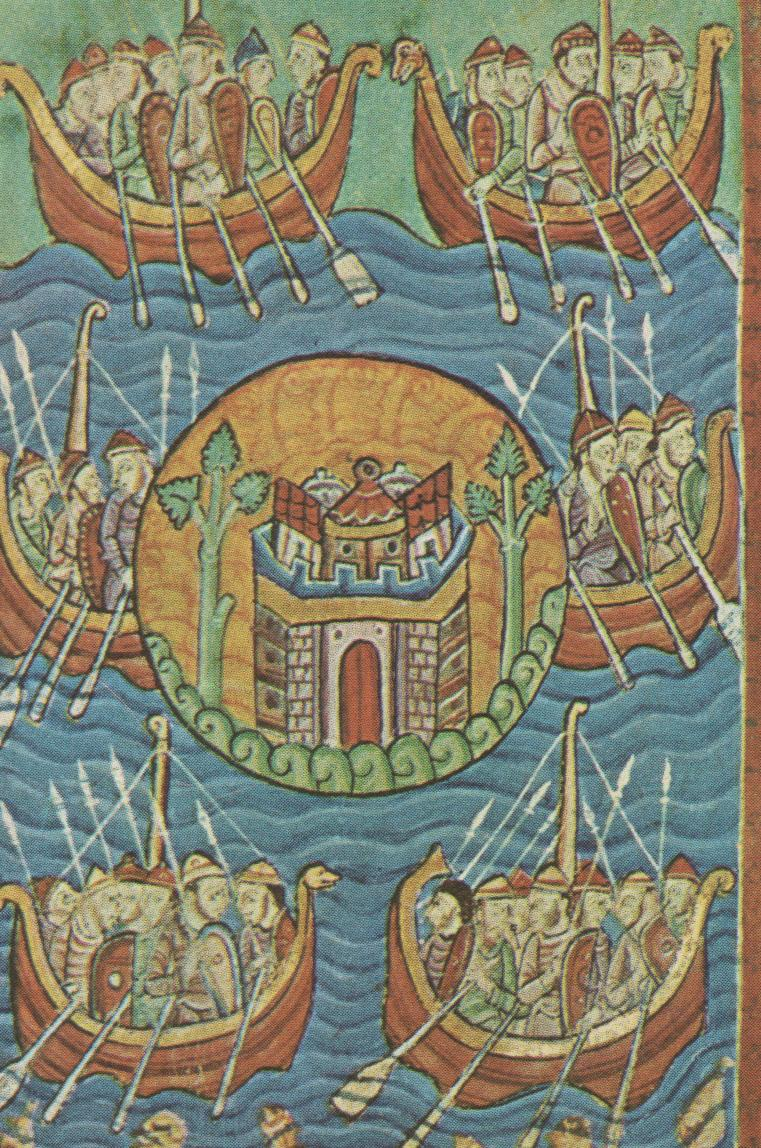
Escena sin perspectiva.

Este cuadro carece totalmente de perspectiva y por ende no tiene punto de fuga, y al no existir anamorfosis, el plano cartesiano no se deforma. Y tanto en la lontananza como en la cercanía los valores de “X” e “Y” mantienen la misma magnitud, pues no hay Perspectiva cónica.

## La anamorfosis en la pintura

### Los embajadores
El cuadro de Los embajadores, de Hans Holbein el Joven, contiene a los pies de la tabla la anamorfosis de una calavera, como ejemplo de vanidad. Está pintada de manera que sólo podemos reconocerla con una vista rasante.
Para corregir la deformación y poder observar la calavera sin recurrir a un medio informático, nos podemos valer del dorso de una cuchara. De manera que el reflejo sobre la superficie curva y reflectante de la cuchara corrige el efecto de la perspectiva en la pintura.
|  |  | Skull-Ambassadors.jpg |

Cuadro de los embajadores, donde se puede observar la anamorfosis de la calavera. Uso de una cuchara para corregir la deformación.

### La representación, en la pintura, del espacio curvo de Bernhard Riemann

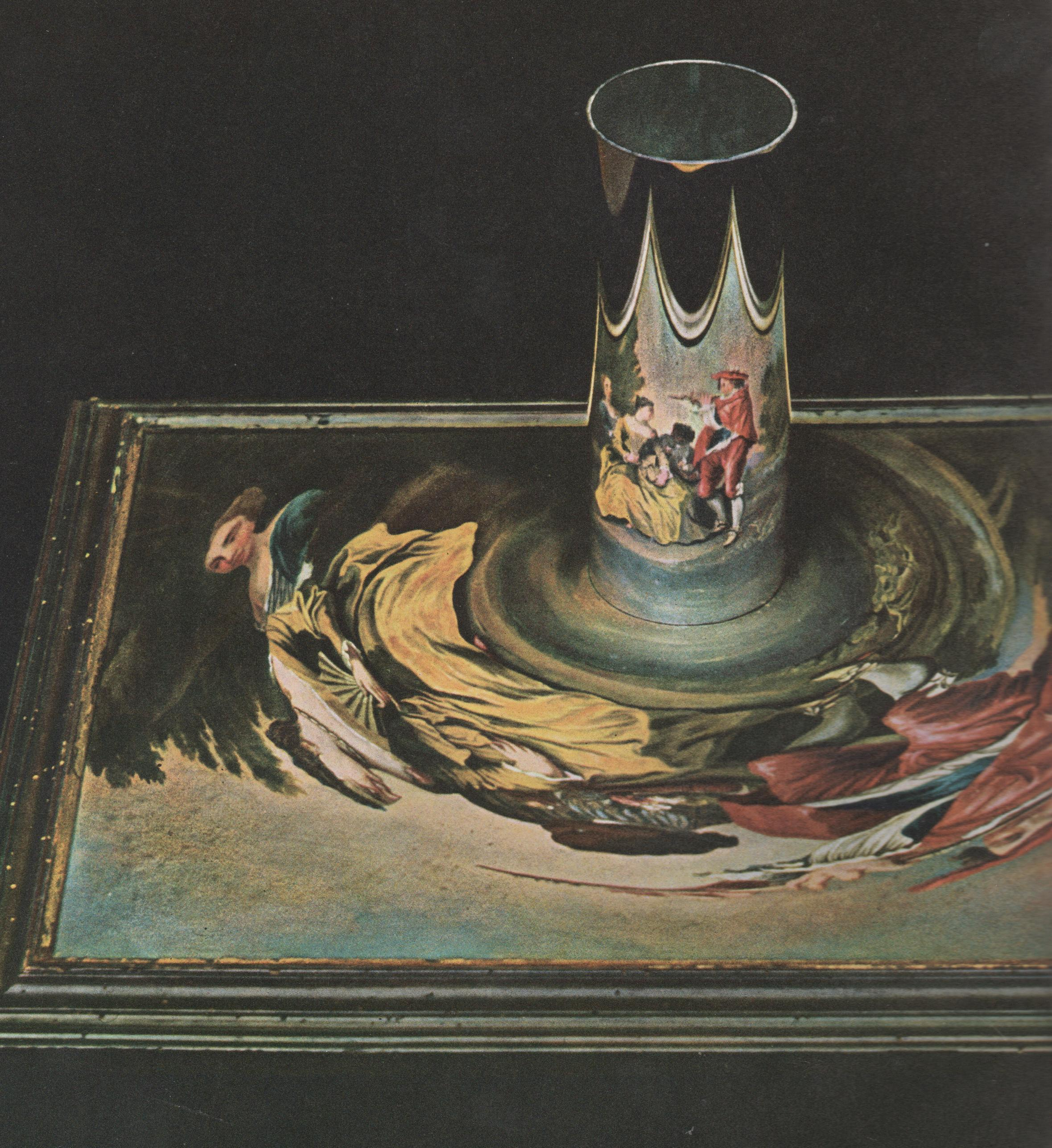
De lo deforme a lo normal, y viceversa.

El cuadro de la izquierda está en sí distorsionado por completo. Pero cuando se mira por un espejo en forma de tubo de quinqué, las imágenes retornan a su forma normal. El artista, al pintar, no mira directamente la realidad, sino que lo hace guiado solamente por lo que se refleja en un espejo curvo.
Bernhard Riemann se ocupó de los espacios curvos. En dicho espacio se muestran las trayectorias más cortas entre puntos que son líneas curvas, los triángulos se modifican al moverlos y la suma de sus ángulos interiores, en lugar de ser 180 grados, varía cuando los triángulos se trasladan.
Como consecuencia de lo anterior, la perspectiva ya no la podemos representar con estirar o contraer el plano cartesiano o espacio "plano clásico", para explicar la anamorfosis, como aconteció con la elipse y el círculo y el perro, sino que debemos recurrir a las fórmulas de Bernhard Riemann, y nuevamente se soluciona el problema de pasar de una perspectiva plana a una curva, en donde el espacio se retuerce sobre sí mismo, etc.
Samuel Marolois recoge en su tratado de perspectiva de 1630 el método de Laurente publicado por Danti y lo aplica al siguiente dibujo de un perro. 
Primero se ve el dibujo original cuadriculado, y después el mismo dibujo alargado en sentido horizontal en una proporción mayor de 3 a 1. Si miramos esta figura desde el lateral derecho con el ojo muy cerca del dibujo, observaremos que se produce un acortamiento de la figura en sentido horizontal y, al mismo tiempo, veremos converger hacia la izquierda las líneas horizontales de la cuadrícula. Sólo viéndola desde el infinito se obtiene una restitución semejante a la imagen original.
|  |  |

### Anamorfosis a través de un procedimiento matemático

#### Anamorfosis de un círculo en una elipse
La desfiguración de la circunferencia (con su aplastamiento distorsiona el plano cartesiano asociado a ella) se denomina anamorfosis, que corresponde a una perspectiva muy especial. El término anamorfosis deriva del griego y significa "transformar".
|  |  |  |

Ejemplo
Utilizando las propiedades que tiene el «semieje mayor» y, a la vez, la relación de afinidad con la circunferencia principal, o la excentricidad, o la contracción de Lorentz, constataremos que para el ejemplo y los valores dados, podemos determinar el factor asociado al ángulo {\displaystyle \,{\ cos\beta {_{1}}}={K_{1}}={0,25}} y, a la vez, el factor del ángulo {\displaystyle \,{\ cos\beta {_{2}}}={K_{2}}={1,75}}, tendremos:
Si el radio "Y" del círculo es de 80 m y éste se contrajo a 20 m, dado que (80 - 60), y el radio "X" de 80 m se dilató en 140 m, dado que (80 + 60), entonces en la elipse su «semieje mayor» será de 100 m, y su «semieje menor» de 60 m, por cuanto los valores alteradores son 80 y 60, por lo que el {\displaystyle \,Semieje\,mayor={\sqrt {80^{2}+60^{2}}}=100}
El trazo {\displaystyle \,{AF_{1}}} será de 20 m, y el trazo {\displaystyle \,{F_{1}{0}}}, será de 80.
- Si dividimos 20/80 = 0,25 igual al factor de contracción del eje de las Y, en donde 80 x 0, 25 = 20 = (80- 60)

- Si dividimos 140/80 = 1,75 igual al factor de dilatación del eje de las X, en donde 80 x 1,75 = 140 = (80 + 60)

Dado que {\displaystyle \,{80+60}\,{=}{140}}
- Los valores involucrados en este ejemplo son:

{\displaystyle \,{c}\,={80m/s}}
{\displaystyle \,{v}\,={60m/s}}
{\displaystyle \,{\cos \beta {_{1}}}={-1}}
{\displaystyle \,{\cos \beta {_{2}}}={+1}}

#### Anamorfosis de una esfera en un plano
Otro ejemplo matemático de anamorfosis lo encontramos en la proyección estereográfica, que consiste en aplastar una esfera hasta convertirla en un plano, en donde la idea es proyectar cada punto de la esfera sobre un plano.
{\displaystyle \,S^{2}\,\,=\,\,[\,x^{2}\,\,+\,\,y^{2}\,\,+\,\,z^{2}\,\,]\,=\,\,1}

## Anamorfosis en el cine

### El proceso anamórfico en el cine analógico
El formato anamórfico surgió en el mundo del cine en los años 50. La compañía estadounidense 20th Century Fox introdujo la reproducción Cinemascope con la película La Túnica sagrada (The Robe, 1953). Las lentes anamórficas iniciales fueron ideadas por el inventor Henri Chrétien, el cual teorizaba sobre la posibilidad de ampliar el formato de los 35 mm a un formato panorámico. No fue hasta que Bausch & Lomb construyó esta óptica, que la productora 20th Century Fox la pudo utilizar.
El proceso de la anamorfosis en el cine consistía básicamente en comprimir horizontalmente la imagen durante el rodaje con tal de que la imagen luego se pudiese descomprimir a través de una lente inversa a un formato panorámico a la hora de la proyección. Este proceso fue vital para el cine de los años 50, ya que supuso el cambio al cine panorámico con una película de 35 mm. Tradicionalmente, las lentes anamórficas también se han utilizado para obtener imágenes con más detalle y menos granuladas. Aun así, estas ópticas comportan factores desfavorables. Estas ópticas suponían una serie de distorsiones a la imagen con el fin de obtener el formato panorámico final, hecho que hacía que el rendimiento óptico de estas fuese inferior al que normalmente quedaba impreso en un celuloide de 35 mm sin anamorfizar y, sobre todo, presentaba una distorsión no deseada en el centro del cuadro (el que estaba en medio quedaba más ancho del original, y eso se notaba en los planos cortos). Este problema se solucionó poniendo una óptica dióptrica montada delante de la lente anamórfica. Esta corrección, a su vez, creaba problemas con la distancia focal, un problema que requería una mayor intensidad lumínica en el set aparte de otros inconvenientes. Para resolver este otro problema, Panavision creó nuevas ópticas "Panatar", las cuales estaban formadas a partir de dos primas dispuestos en ángulos concretos para reducir la distorsión a las ópticas anamórficas de 70 mm. Estas nuevas ópticas también suponían una cámara más manejable, que enfocaba mejor y que necesitaba menos luz.

### El proceso anamórfico en el cine digital
Las ópticas anamórficas digitales ofrecen un rendimiento óptico inferior a sus equivalentes esféricas, ya que en casi todos los sensores HD utilizan menos píxeles repercutiendo directamente en los parámetros relativos a la calidad de la imagen. Aun así, hoy en día se sigue rodando con lentes anamórficas por diversas razones, como por ejemplo para mantener un estilo clásico, la captación voluntaria de las distorsiones, líneas azuladas horizontales, fondos estirados, etc.

## Algunos ejemplos de artistas urbanos
Julian Beever es un artista británico especializado en anamorfosis que plasma en sus obras, generalmente murales de tiza en las aceras de las calles de distintas ciudades.
Eduardo Relero es un artista argentino de Rosario que reside en España, donde realiza en el suelo de distintas ciudades dibujos anamórficos con temas satíricos o de crítica social.